# Isidoro Falchi
Pour les articles homonymes, voir Falchi.
Isidoro Falchi (né le 26 avril 1838 à Montopoli in Val d'Arno en Toscane et mort le 30 avril 1914 à Campiglia Marittima) est un archéologue autodidacte et un médecin  italien du XIXe  et début du  XXe siècle.

## Biographie
Isidoro Falchi a découvert les anciens vestiges étrusques de Vetulonia et de la nécropole de Populonia malgré le dénigrement à son égard, à l'époque de ses recherches, des autorités officielles en la matière.
Ses travaux, reconnus ensuite, ont été décisifs dans la recherche archéologique sur les Étrusques.
Le musée de Vetulonia actuel lui est consacré depuis l'année 2000 et expose les découvertes des sites locaux et les siennes propres.

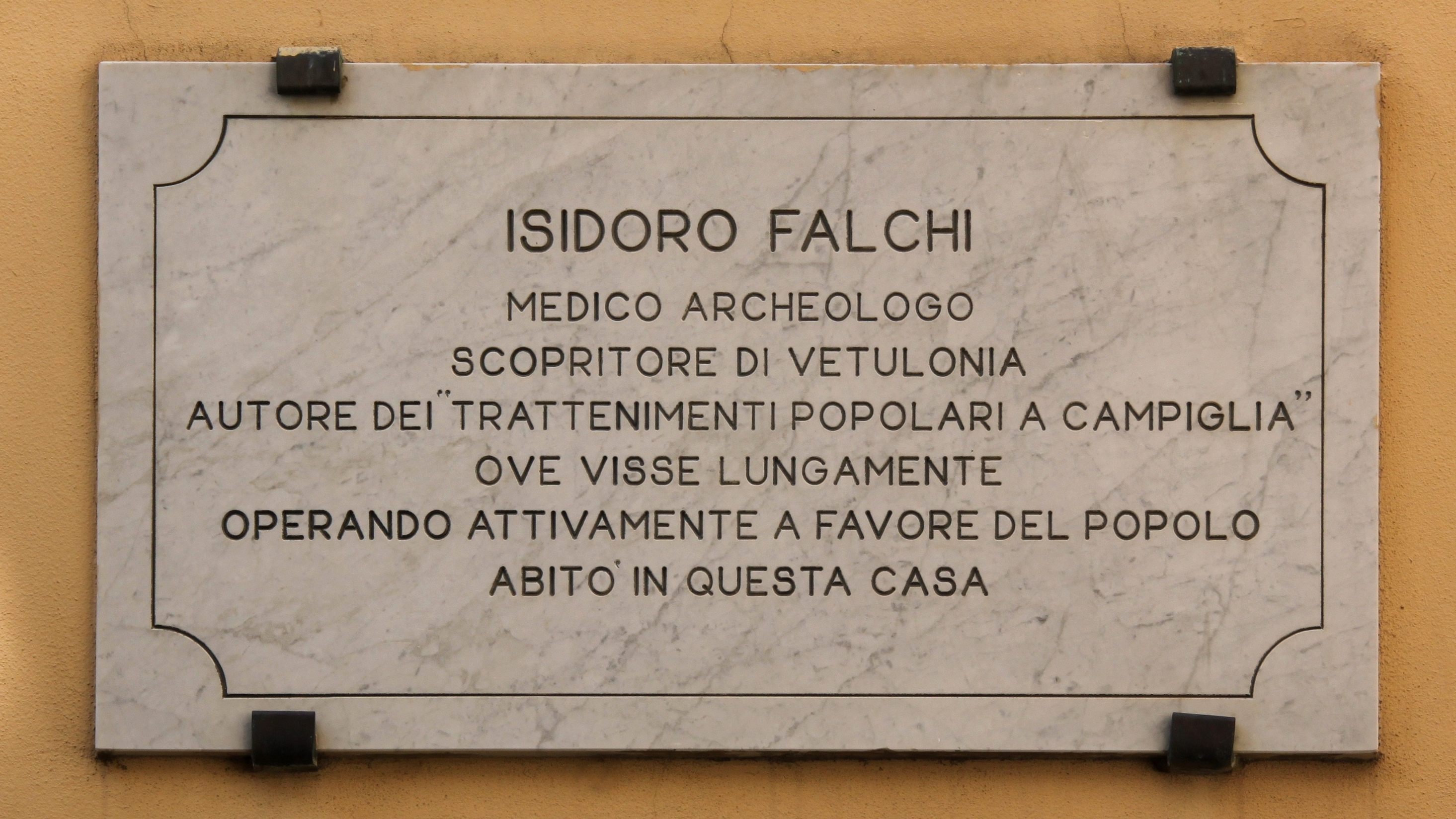
Plaque à Isidoro Falchi, Campiglia Marittima.
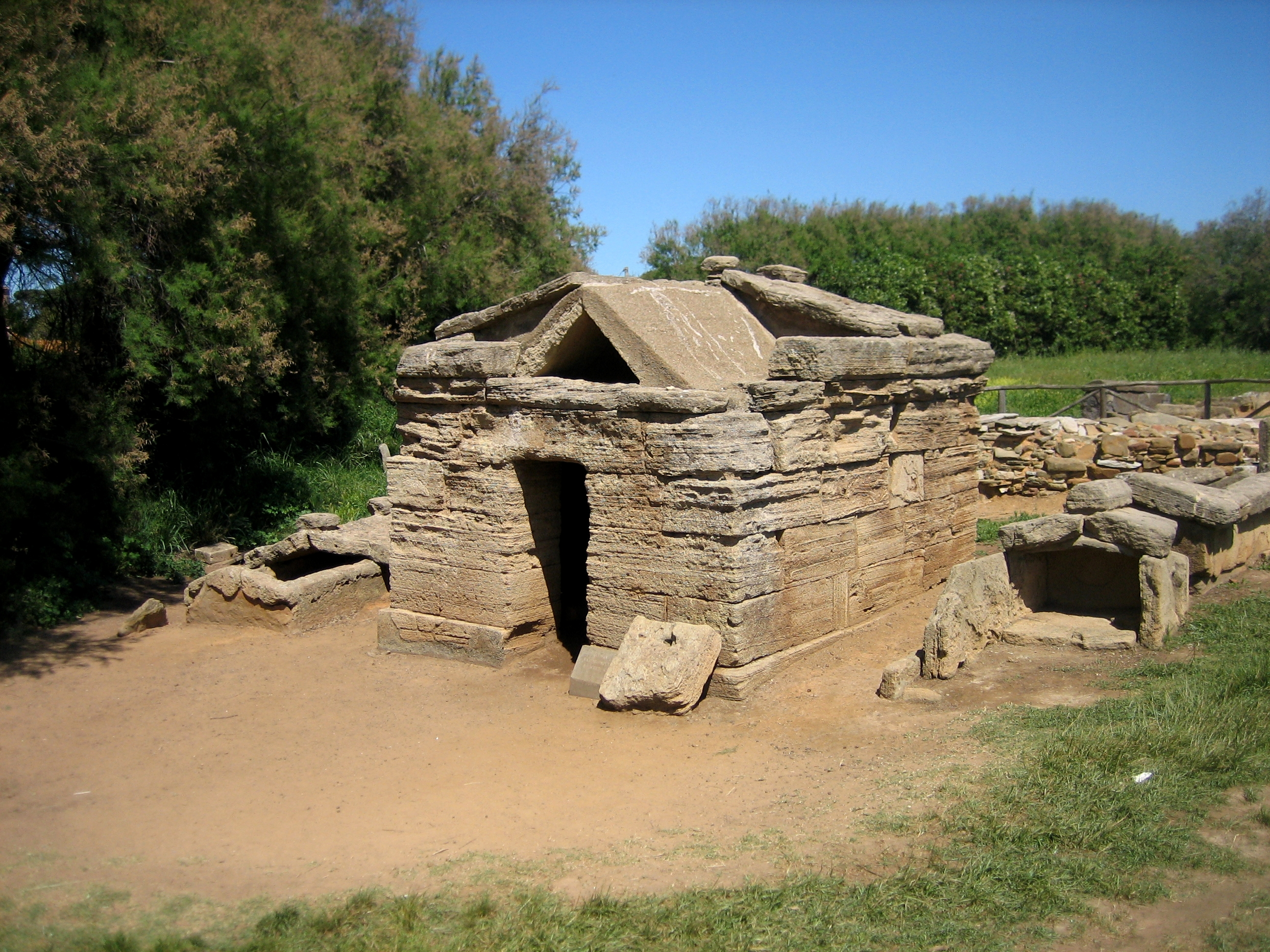
Tombes de la nécropole de San Cerbone, Populonia.

## Parutions
- Trattenimenti populari sulla storia della Maremma, Prato 1880 (premières réflexions)
- Ricerche di Vetulonia, Prato 1881
- Scavi di Vetulonia, Communications de l'Institut archéologique allemand, Division de Rome I, 1886, p. 243 f.
- « Vetulonia » in  Notizie degli Scavi de l'Antichità, 1887
- Vetulonia e la sua necropoli antichissima, Florence, 1891
- « Nuovi scavi nella necropoli vetuloniese » in Notizie degli Scavi de l'Antichità, 1892, p. 381
- Vetulonia solennemente giudicata a Vetulonia, Florence 1894

## Sources
- (it) Cet article est partiellement ou en totalité issu de l’article de Wikipédia en italien intitulé « Isidoro Falchi » (voir la liste des auteurs).